# 앵거스 건
앵거스 프레이저 제임스 건(영어: Angus Fraser James Gunn, 1996년 1월 22일 ~ )은 잉글랜드 출생 스코틀랜드의 축구 선수로 현재 프리미어리그의 노팅엄 포리스트에서 골키퍼로 활약하고 있으며 2023년부터 스코틀랜드 대표팀의 일원으로도 활약 중이다.